# ماساكي إينو
ماساكي إينو (باليابانية: 井上昌己) مواليد 25 يوليو 1979 في ناغاساكي، هو دراج ياباني. شارك في دورة الألعاب الأولمبية الصيفية وفاز بميدالية أولمبية.

## الميداليات
| الميدالية | المسابقة                       |
| --------- | ------------------------------ |
| فضية      | الألعاب الأولمبية الصيفية 2004 |

## روابط خارجية
- ماساكي إينو على موقع أرشيف الدراجات (الإنجليزية)
- ماساكي إينو على موقع إحصائيات الدراجات الإحترافية (الإنجليزية)
- ماساكي إينو على موقع CycleBase (الإنجليزية)
- ماساكي إينو على موقع أوليمبيديا (الإنجليزية)